# Хоменко, Владимир Николаевич
Владимир Николаевич Хоменко (род. 26 июля 1959 года в селе Алексеевка Яготинского района Киевской области) — украинский политик. Председатель Черниговской областной государственной администрации с 2007 по 2014 год.
Образование высшее, окончил Белоцерковский сельскохозяйственный институт по специальности агрономия.
Кандидат философских наук. Депутат Верховной Рады Украины І созыва, Черниговского областного совета VI созыва. Заслуженный работник сельского хозяйства Украины.
Награжден орденами «За заслуги» III степени, «За заслуги II степени», «За заслуги I степени».

## Карьерный путь
- Трудовую деятельность начал в 1981 году агрономом совхоза «Сад Подолья», Шаргородский район, Винницкая область.
- С 1983 по 1984 гг. — второй секретарь Шаргородского райкома ЛКСМУ.
- С 1984 по 1985 гг. — старший агроном совхоза «Сад Подолья», Винницкая область, агроном по защите растений совхоза «Октябрьский», г. Васильков, Киевская область.
- С 1985 по 1986 гг. — бригадир, старший агроном мехотряда, заместитель председателя объединения — главный агроном-агрохимик Броварского районного ПО «Сельхозхимия», г. Бровары.
- В течение 1986 — 1997 гг. работал инструктором сельскохозяйственного отдела Броварского горкома КПУ, г. Бровары, директором откормочного совхоза им. Кирова, с. Зазимье Броварского района, реорганизованном в КСП «Новая Украина».
- С 1997 по 1999 гг. — глава Броварской районной государственной администрации.
- С 1999 по 2002 гг. — председатель Государственной налоговой администрации в Киевской области.
- С 2002 по 2005 гг. работал заместителем и начальником управления в Государственном управлении делами.
- С 2005 года и до назначения временно исполняющим обязанности председателя Черниговской областной государственной администрации занимал должности заместителя, первого заместителя Руководителя Государственного управления делами[4][5].
- С 10 июля 2007 года Указом Президента Украины[6] назначен временно исполняющим обязанности председателя Черниговской областной государственной администрации.
- С 12 октября 2007 года Указом Президента Украины[7] назначен председателем Черниговской областной государственной администрации.
- С 20 апреля 2010 года Указом Президента Украины[8] переназначен председателем Черниговской областной государственной администрации.
- 22 февраля 2014 года подал заявление об отставке в свете событий, связанных с Майданом.